# 배형준
배형준(1967년 ~ )은 대한민국의 영화 감독이다.

## 생애
2004년 영화 '그녀를 믿지 마세요'로 감독 데뷔했다.

## 작품

### 감독
- 2004년 그녀를 믿지 마세요
- 2008년 소년은 울지 않는다
- 2012년 자칼이 온다

### 출연
- 2008년 소년은 울지 않는다 - 중년 신사 역